# Přátelé v srdci Evropy

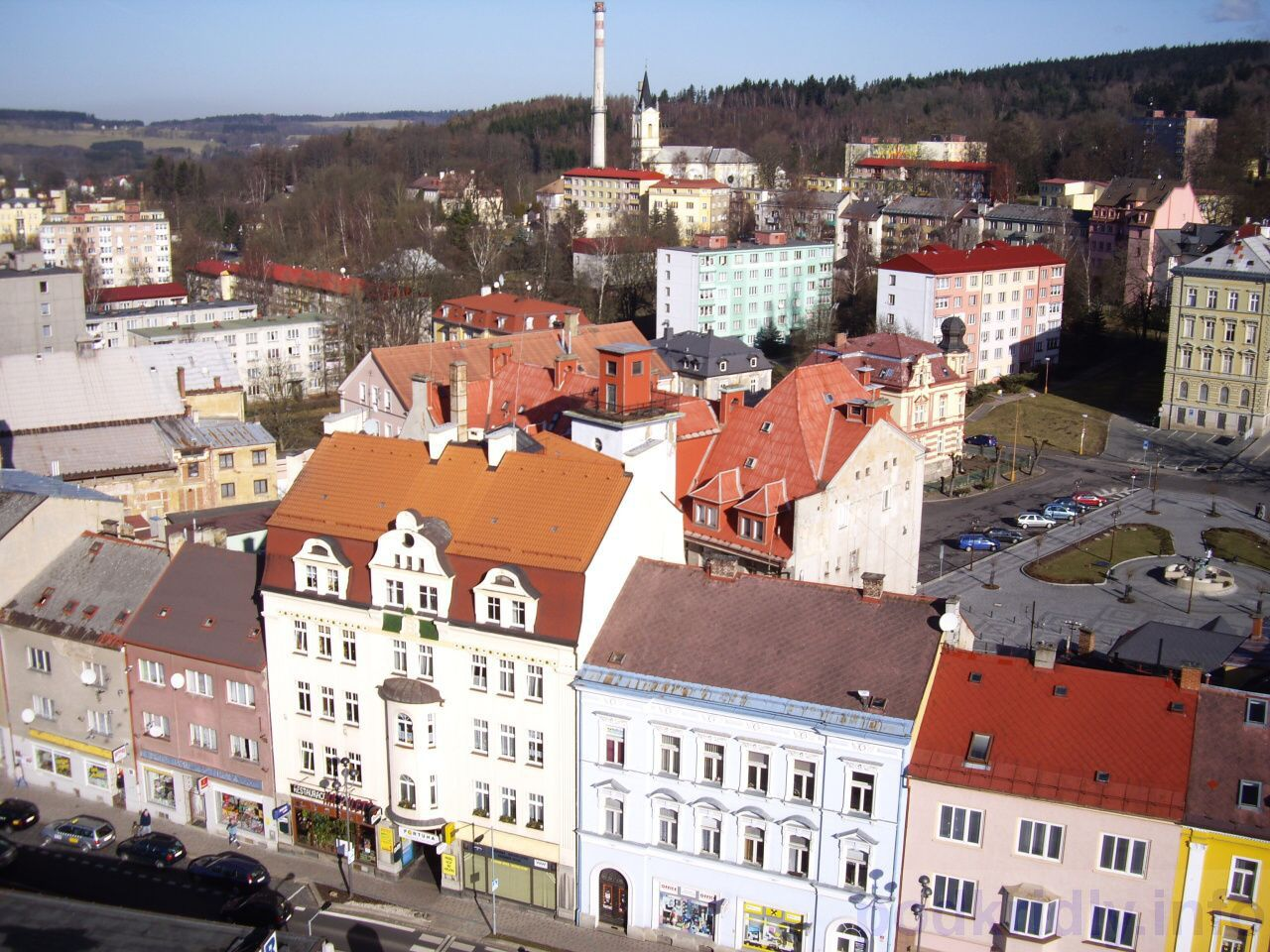
Aš

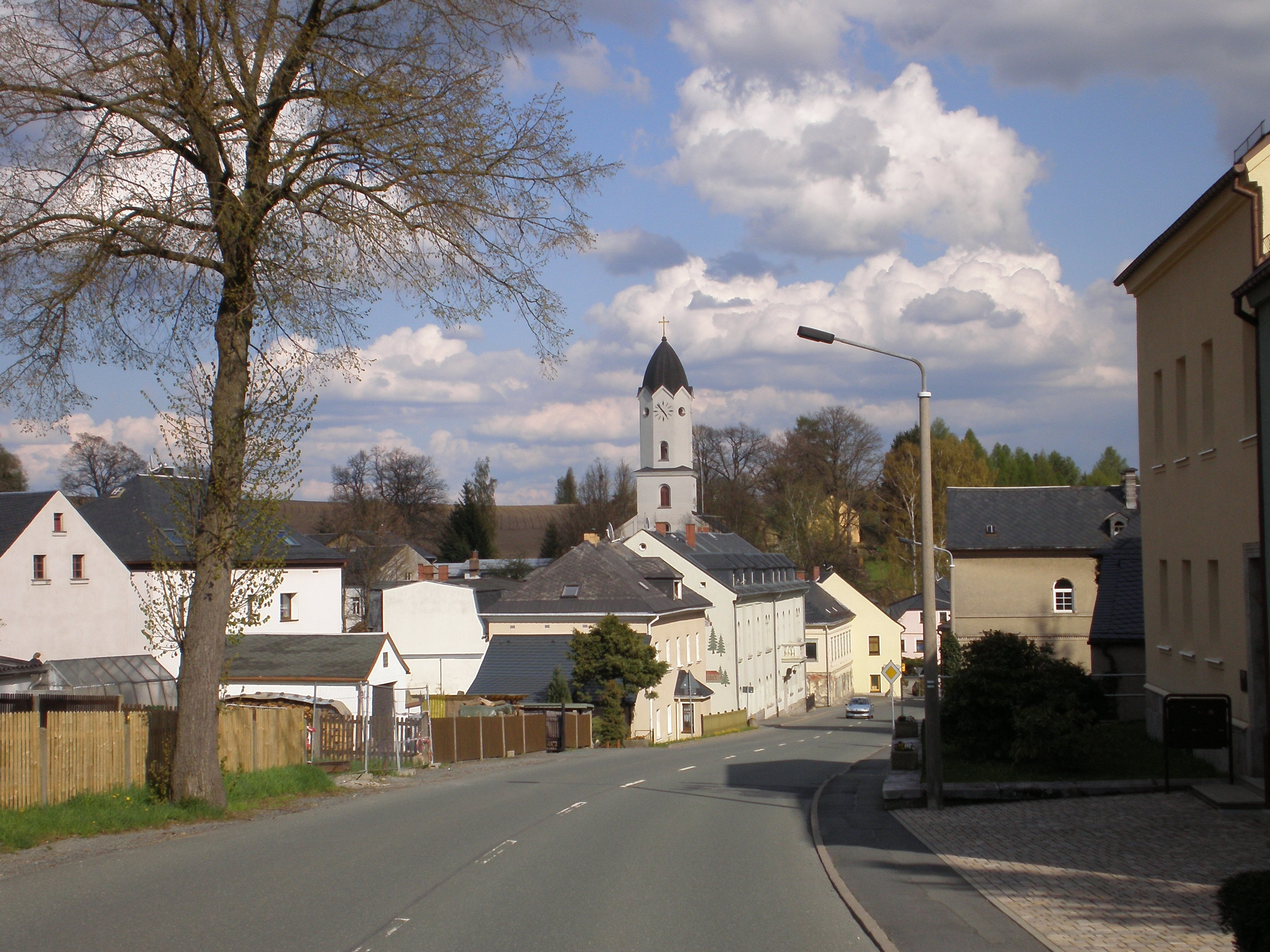
Bad Brambach

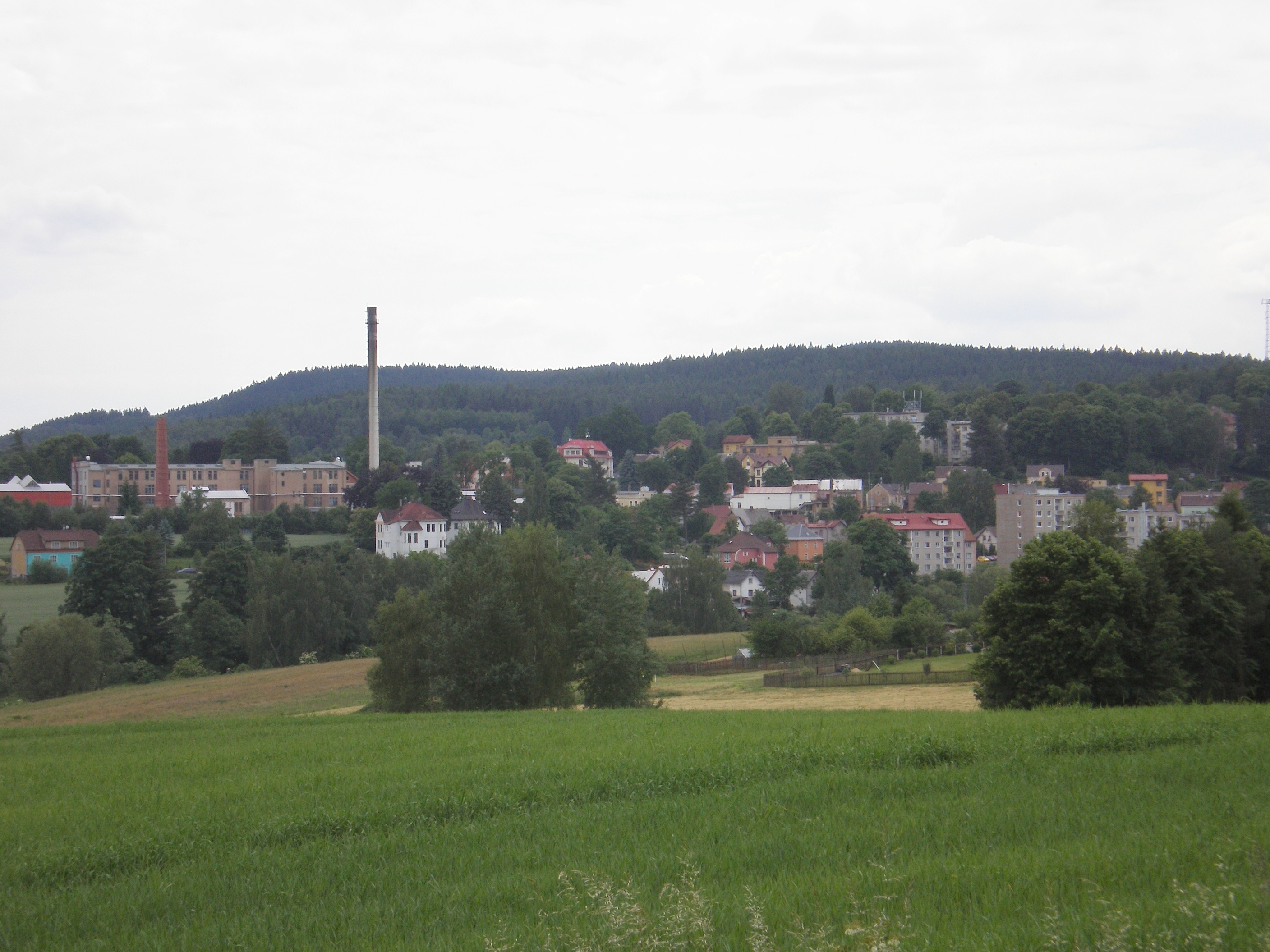
Plesná

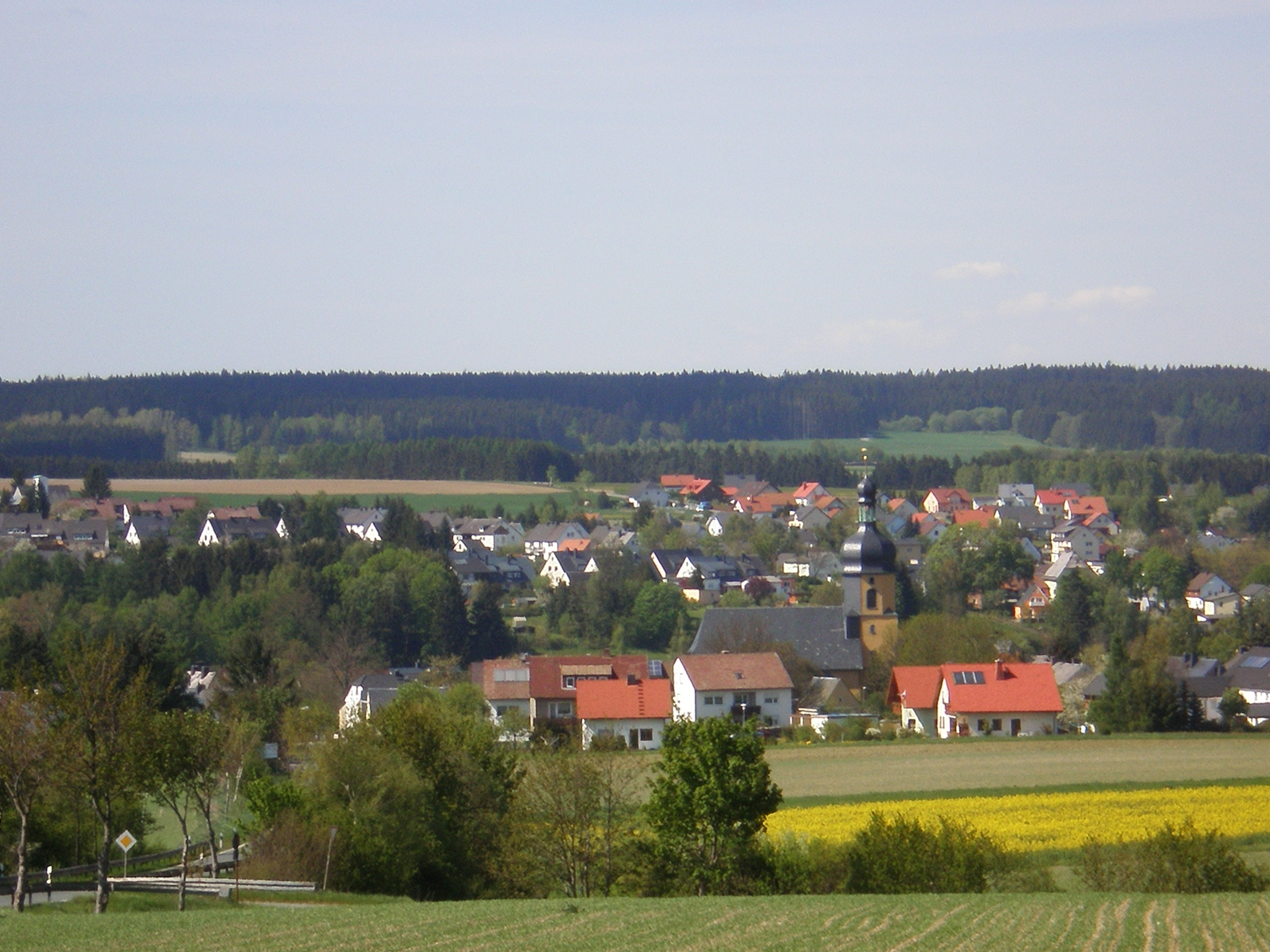
Regnitzlosau

Sdružení Přátelé v srdci Evropy (německy: Freunde im Herzen Europas) je svazek mezi českými a německými městy a obcemi.
Vzniku organizace předcházelo podepsání přeshraniční spolupráce mezi městy Aš, Rehau a Olešnice v roce 2001.
Sdružení Přátelé v srdci Evropy vzniklo 11. října 2002 v Aši, a to podepsáním dohody mezi 5 českými a 9 německými městy a obcemi. V roce 2008 měla organizace 16 členů.
Všechna města a obce mikroregionu náleží do oblasti Ašska, bavorských Horních Frank nebo saského Fojtska, které spolu sousedí.

## Historie
Celá oblast má bouřlivou historii. Do roku 1945 bylo Ašsko obýváno převážně německými obyvateli. Zhoršení vztahů mezi Čechy a Němci přišlo po první světové válce. Kulminovalo v době, kdy ašský učitel tělocviku Konrad Henlein inicioval založení Sudetoněmecké strany. V roce 1938 bylo Československo obsazeno nacistickým Německem, a byl vytvořen říšský Protektorát Čechy a Morava. Ašsko bylo Henleinem odevzdáno Hitlerovi ještě před podepsáním Mnichovského diktátu. Většina Čechů tehdy Ašsko musela opustit. Po skončení druhé světové války byli Němci z Československa vysídleni na základě Benešových dekretů. Vztahy mezi oběma zeměmi zůstaly až do roku 1989 velmi chladné, i přes oficiální přátelská gesta mezi NDR a Československem. Po pádu železné opony se spolupráce mezi Ašskem a sousedními německými regiony začala zlepšovat.

## Cíle sdružení
Snahou organizace je přiblížení Čechů a Němců i přes jejich temnou historii. Cílem je také zlepšit přeshraniční komunikaci a dopravní infrastrukturu. Dále také navazování vztahů v hospodářských, sociálních, sportovních a kulturních sférách. Členská města a obce se také zavázala k výměně zkušeností z oblasti hospodářství či životního prostředí.
Dalším kladem organizace je možnost (využívaná) pořádání společných akcí či výměny žáků.
V roce 2004 byl vybudován na hraničním přechodu Krásná-Neuhausen v rámci mikroregionu Památník sjednocení Evropy. Jedná se o 3 metrový monument za 20 000 eur.

## Současnost
V současné době má sdružení 16 členů. K zakládající čtrnáctce se připojila i města Plesná a Triebel.
Vstupem České republiky do Evropské unie a následně do Schengenského prostoru je česko-německá spolupráce ještě mnohem lepší. Například zprůchodnění hraničního dopravního přechodu Doubrava-Bad Elster, či vytvoření turistických a cyklistických tras, které jsou vzájemně propojovány, a je tak možné snadno cestovat po celé oblasti trojmezí.
Patronát nad sdružením Přátelé v srdci Evropy přijal komisař Evropské unie v letech 1999 až 2010 Günter Verheugen.

## Členská města a obce
- Adorf (zemský okres Fojtsko, Sasko)
- Aš (Česko)
- Bad Brambach (zemský okres Fojtsko, Sasko)
- Bad Elster (zemský okres Fojtsko, Sasko)
- Eichigt (zemský okres Fojtsko, Sasko)
- Hazlov (Česko)
- Hranice (Česko)
- Krásná (Česko)
- Olešnice (Oelsnitz) (zemský okres Fojtsko, Sasko)
- Plesná (Česko)
- Podhradí (Česko)
- Regnitzlosau (zemský okres Hof, Bavorsko)
- Rehau (zemský okres Hof, Bavorsko)
- Schönwald, (zemský okres Wunsiedel im Fichtelgebirge, Bavorsko)
- Selb, (zemský okres Wunsiedel im Fichtelgebirge, Bavorsko)
- Triebel (zemský okres Fojtsko, Sasko)